# Керваярви
Керваярви — озеро на территории Сосновецкого сельского поселения Беломорского района Республики Карелии.

## Общие сведения
Площадь озера — 1 км². Располагается на высоте 107,1 метров над уровнем моря.
Форма озера лопастная, продолговатая: оно вытянуто с запада на восток. Берега преимущественно заболоченные.
Через озеро протекает ручей Смоливый, ниже течением протекающий озеро Медвежье и втекающий в реку Тунгуду, впадающую в реку Нижний Выг.
Код объекта в государственном водном реестре — 02020001311102000008791.